# Lansdowne (Pensilvania)
Lansdowne es un borough ubicado en el condado de Delaware en el estado estadounidense de Pensilvania. En el año 2000 tenía una población de 11,044 habitantes y una densidad poblacional de 3,622.4 personas por km².

## Geografía
Lansdowne se encuentra ubicado en las coordenadas 39°56′29″N 75°16′31″O / 39.94139, -75.27528

## Demografía
Según la Oficina del Censo en 2000 los ingresos medios por hogar en la localidad eran de $87,017 y los ingresos medios por familia eran $90,305. Los hombres tenían unos ingresos medios de $75,475 frente a los $63,257 para las mujeres. La renta per cápita para la localidad era de $70,177. Alrededor del 0.4% de la población estaba por debajo del umbral de pobreza.